# Pirátský guláš
Pirátský guláš je kniha pro děti z roku 2020. Obsahuje veršovaný text Neila Gaimana a velkoformátové ilustrace Chrise Riddella a je určená pro čtenáře do deseti let. Příběh začíná běžnou večeří s rodiči, poté však zavádí čtenáře do světa přátelských pirátů a neobvyklých zážitků. V češtině kniha vyšla v roce 2022 v překladu Richarda Podaného.
Neil Gaiman začal tento příběh psát v roce 2009, kdy doslova, jak sám zmiňuje, „načmáral několik řádků básně o druzích přísad, které by šlo přidat do pirátského guláše“. Poté tento kousek papíru nosil schovaný v peněžence. Když ale byly jeho synovi dva roky, chtěl mu Neil Gaiman napsat knihu, kterou by mu mohl číst, až bude starší, a tak začal svůj ústřižek papírku v peněžence rozšiřovat.

## Děj
Co se stane, když rodiče chtějí jít na večeři a slečna na hlídání nemůže? Přijde velký, vousem zarostlý pirát John McRumm. Než se děti stihnou vzpamatovat, dorazí k nim domů přímo sbor dalších pirátů. Poté se ihned rozjede plán, co uvařit dětem k večeři. Nakonec pan John McRumm řekne, že se pustí do guláše. Vtom začíná velká podívaná, každý pirát vloží do velkého hrnce na guláš další zvláštní přísadu. Nejen při vaření guláše, ale v průběhu celého vyprávění se objevuje popevěk: „Pirátguláš! Pirátguláš! Jen si nalož! Bašti! Tumáš!“
Guláš je nakonec hotový, všichni piráti si ho vychutnávají, děti však kouzlo kouzelného pokrmu prohlédnou. Když ho sní, stanou se z nich také piráti – a tak se raději guláše ani nedotknou. Piráti mají večeři za sebou, a tak se i s dětmi vydávají na noční plavbu lodí po nebi. Po cestě se zastavují na „mírně prošlé“ koblížky, na kterých si už pochutnávají všichni včetně dětí. Po koblížkách vysadí partu pirátů v hospodě a děti se s panem Johnem McRummem vydávají na cestu domů. Když, ale přichází rodiče domů, sní připravené dvě porce guláše, které byly určené dětem…

## Přijetí díla a jeho interpretace
Kniha je díky svému nevelkému rozsahu určena především dětem mladšího věku. Andrea Immel napsala, že text rozšiřuje specifickou skupinu „příběhů o hlídání dětí“, kam spadá například Lupič Bill (Burglar Bill, 1977) od Janet a Allana Ahlbergových. Srovnává knihu také s Kocour v klobouku (Cat in the Hat, 1957) od Dr. Seusse, ve srovnání s tímto napínavým dílem však podle ní Pirátský guláš nevyvolává ve čtenáři představu, že se by se něco mohlo doopravdy nepodařit.
Podle recenze Petry Šolajové v Pirátském guláši nechybí smysl pro humor a díky své velkoformátové vazbě zde vynikají „propracované ilustrace“ od Chrise Riddella. Tento ilustrátor podle ní přesvědčí čtenáře nejen o rozmanitosti a detailnosti své tvorby, ale také o tom že se dá do dětských obrázků skrýt vtip pro dospělé. Podle recenzenta Mela Gibsona z Children's Books Ireland je kniha „velmi zábavná“, do určité míry ji však lze chápat i jako výstražný příběh. Jak pirátská posádka, tak rodina, která v příběhu vystupuje, jsou etnicky i jinak velmi rozmanité a text podrývá klasické pirátské stereotypy. Knihu považuje recenzent za vhodnou pro děti od 5 do 10 let. Richard Podaný, jenž knihu přeložil do češtiny, ji popsal jako dílo, které je určeno pro malé, ale „drsňácké“ čtenáře.